# تروي كينيدي مارتن
تروي كينيدي مارتن (بالإنجليزية: Troy Kennedy Martin)‏ هو كاتب سيناريو بريطاني، ولد في 15 فبراير 1932 في غلاسكو في المملكة المتحدة، وتوفي في 15 سبتمبر 2009 في ديتشلينغ ‏ في المملكة المتحدة بسبب سرطان الكبد.

## وصلات خارجية
- تروي كينيدي مارتن على موقع IMDb (الإنجليزية)
- تروي كينيدي مارتن على موقع أول موفي (الإنجليزية)
- تروي كينيدي مارتن على موقع قاعدة بيانات الأفلام السويدية (السويدية)
- تروي كينيدي مارتن على موقع قاعدة بيانات الفيلم (الإنجليزية)